# Rickinghall Inferior
Rickinghall Inferior is een civil parish in het bestuurlijke gebied Mid Suffolk, in het Engelse graafschap Suffolk. In 2001 telde het dorp 384 inwoners.